# Mistrovství světa v alpském lyžování 2021
Mistrovství světa v alpském lyžování 2021, oficiálně FIS Alpine Ski World Championships 2021, byl v pořadí 46. ročník světového šampionátu, který hostilo italské zimní středisko Cortina d'Ampezzo mezi 8. až 21. únorem 2021. Dějiště pořadatelství získalo v červnu 2016 na kongresu Mezinárodní lyžařské federace v mexickém Cancúnu.
Harmonogram zahrnoval šest mužských a šest ženských individuálních závodů, rovněž tak i smíšenou týmovou soutěž družstev v paralelním obřím slalomu. V jednotlivých disciplínách startovalo přibližně 600 lyžařů ze 68 zemí. Úvodní superkombinace žen plánovaná na pondělí 8. února byla odložena pro husté sněžení. Závěrečný slalom se uskutečnil v neděli 21. února. Dějištěm se stalo pět sjezdovek Druscié A, Labirinti, Olympia elle Tofane, Rumerlo a nově inaugurovaná trať Vertigine. Za maskota byla vybrána veverka Corty. Cortina d'Ampezzo hostila mistrovství světa v alpském lyžování potřetí v historii. Poprvé se tak stalo v roce 1932 a podruhé ve formě Zimních olympijských her 1956. Středisko bylo pravidelným pořadatelem závodů Světového poháru. Na Zimních olympijských hrách 2026 v něm byly plánovány rovněž lyžařské soutěže.
Superkombinace měla být původně v programu nahrazena individuálním paralelním závodem. Rada Mezinárodní lyžařské federace však během zasedání na MS 2019 v Åre záměr revokovala a superkombinace zůstala na programu i spolu s nově zařazenými paralelními disciplínami mužů a žen. Poprvé v historii světových šampionátů tak mistrovství zahrnovalo 13 soutěží.
V květnu 2020 Italská federace zimních sportů s organizačním výborem šampionátu požádaly Mezinárodní lyžařskou federaci o odložení mistrovství na rok 2022 kvůli nepříznivému průběhu pandemie covidu-19 v Itálii. Požadavek byl však zamítnut a pořadatelé tak zintenzivnili přípravy v rámci existujících vládních opatření.

## Harmonogram
| Soutěže                       | Soutěže                 | Soutěže                 | Dny soutěží | Dny soutěží | Dny soutěží | Dny soutěží | Dny soutěží | Dny soutěží | Dny soutěží | Dny soutěží | Dny soutěží | Dny soutěží | Dny soutěží | Dny soutěží | Dny soutěží | Dny soutěží |
| Soutěže                       | Soutěže                 | Soutěže                 | 8.          | 9.          | 10.         | 11.         | 12.         | 13.         | 14.         | 15.         | 16.         | 17.         | 18.         | 19.         | 20.         | 21.         |
| Soutěže                       | Soutěže                 | Soutěže                 | únor        |             |             |             |             |             |             |             |             |             |             |             |             |             |
| Muži                          | Sjezd                   | Sjezd                   |             |             |             |             |             |             | 11.00       |             |             |             |             |             |             |             |
| Muži                          | Super-G                 | Super-G                 |             | odloženo    |             | 13.00       |             |             |             |             |             |             |             |             |             |             |
| Muži                          | Superkombinace          | Super-G                 |             |             | odloženo    |             |             |             |             | 11.15       |             |             |             |             |             |             |
| Muži                          | Superkombinace          | Slalom                  |             |             | odloženo    |             |             |             |             | 15.20       |             |             |             |             |             |             |
| Muži                          | Paralelní obří slalom   | Paralelní obří slalom   |             |             |             |             |             |             |             |             | 14.00       |             |             |             |             |             |
| Muži                          | Obří slalom             | 1. kolo                 |             |             |             |             |             |             |             |             |             |             |             | 10.00       |             |             |
| Muži                          | Obří slalom             | 2. kolo                 |             |             |             |             |             |             |             |             |             |             |             | 13.30       |             |             |
| Muži                          | Slalom                  | 1. kolo                 |             |             |             |             |             |             |             |             |             |             |             |             |             | 10.00       |
| Muži                          | Slalom                  | 2. kolo                 |             |             |             |             |             |             |             |             |             |             |             |             |             | 13.30       |
|                               |                         |                         |             |             |             |             |             |             |             |             |             |             |             |             |             |             |
| Ženy                          | Sjezd                   | Sjezd                   |             |             |             |             |             | 11.00       |             |             |             |             |             |             |             |             |
| Ženy                          | Super-G                 | Super-G                 |             | odloženo    |             | 10.45       |             |             |             |             |             |             |             |             |             |             |
| Ženy                          | Superkombinace          | Super-G                 | odloženo    |             |             |             |             |             |             | 9.45        |             |             |             |             |             |             |
| Ženy                          | Superkombinace          | Slalom                  | odloženo    |             |             |             |             |             |             | 14.10       |             |             |             |             |             |             |
| Ženy                          | Paralelní obří slalom   | Paralelní obří slalom   |             |             |             |             |             |             |             |             | 14.00       |             |             |             |             |             |
| Ženy                          | Obří slalom             | 1. kolo                 |             |             |             |             |             |             |             |             |             |             | 10.00       |             |             |             |
| Ženy                          | Obří slalom             | 2. kolo                 |             |             |             |             |             |             |             |             |             |             | 13.30       |             |             |             |
| Ženy                          | Slalom                  | 1. kolo                 |             |             |             |             |             |             |             |             |             |             |             |             | 10.00       |             |
| Ženy                          | Slalom                  | 2. kolo                 |             |             |             |             |             |             |             |             |             |             |             |             | 13.30       |             |
|                               |                         |                         |             |             |             |             |             |             |             |             |             |             |             |             |             |             |
| Týmy                          | Týmová paralelní soutěž | Týmová paralelní soutěž |             |             |             |             |             |             |             |             |             | 12.15       |             |             |             |             |
| Uveden je místní čas (UTC+1). |                         |                         |             |             |             |             |             |             |             |             |             |             |             |             |             |             |

## Traťové informace
| Závod                 | typ     | sjezdovka            | start   | cíl     | převýšení | délka   | prům. sklon | max. sklon |
| Sjezd                 | muži    | Vertigine            | 2400 m  | 1560 m  | 840 m     | 2740 m  | 31 %        | 61 %       |
| Sjezd                 | ženy    | Olympia delle Tofane | 2 320 m | 1560 m  | 760 m     | 2 560 m | 30 %        | 65 %       |
| Super-G               | muži    | Vertigine            | 2 190 m | 1560 m  | 630 m     | 2 080 m | 30 %        | 61 %       |
| Super-G               | ženy    | Olympia delle Tofane | 2 190 m | 1560 m  | 640 m     | 2 100 m | 30 %        | 65 %       |
| Obří slalom           | muži    | Labirinti            | 2 110 m | 1560 m  | 450 m     | 1 320 m | 34 %        | 55 %       |
| Obří slalom           | ženy    | Olympia delle Tofane | 1 960 m | 1560 m  | 400 m     | 1 310 m | 31 %        | 45 %       |
| Slalom                | muži    | Druscié A            | 1 710 m | 1 490 m | 220 m     | 550 m   | 40 %        | 60 %       |
| Slalom                | ženy    | Druscié A            | 1 710 m | 1 490 m | 220 m     | 550 m   | 40 %        | 60 %       |
| Kombinační Super-G    | muži    | Olympia delle Tofane | 2 160 m | 1 560 m | 600 m     | 2150 m  | 28 %        | 65 %       |
| Kombinační Super-G    | ženy    | Olympia delle Tofane | 2 160 m | 1 560 m | 600 m     | 2150 m  | 28 %        | 65 %       |
| Kombinační slalom     | muži    | Rumerlo              | 1 740 m | 1 560 m | 180 m     | 540 m   | 33 %        | 38 %       |
| Kombinační slalom     | ženy    | Rumerlo              | 1 740 m | 1 560 m | 180 m     | 540 m   | 33 %        | 38 %       |
| Paralelní obří slalom | muži    | Rumerlo              | 1 665 m | 1 560 m | 105 m     | 350 m   | 30 %        | 38 %       |
| Paralelní obří slalom | ženy    | Rumerlo              | 1 665 m | 1 560 m | 105 m     | 350 m   | 30 %        | 38 %       |
| Soutěž družstev       | smíšená | Rumerlo              | 1 665 m | 1 560 m | 105 m     | 350 m   | 30 %        | 38 %       |
| Zdroj                 |         |                      |         |         |           |         |             |            |

## Medailisté

### Muži
| Závod                 | Zlato                         | Zlato                  | Stříbro                    | Stříbro                 | Bronz                       | Bronz                   |
| --------------------- | ----------------------------- | ---------------------- | -------------------------- | ----------------------- | --------------------------- | ----------------------- |
| Sjezd                 | Vincent Kriechmayr Rakousko   | 1:37,79                | Andreas Sander Německo     | 1:37,80                 | Beat Feuz Švýcarsko         | 1:37,97                 |
| Super-G               | Vincent Kriechmayr Rakousko   | 1:19,41                | Romed Baumann Německo      | 1:19,48                 | Alexis Pinturault Francie   | 1:19,79                 |
| Obří slalom           | Mathieu Faivre Francie        | 2:37,25                | Luca De Aliprandini Itálie | 2:37,88                 | Marco Schwarz Rakousko      | 2:38,12                 |
| Slalom                | Sebastian Foss-Solevåg Norsko | 1:46,48                | Adrian Pertl Rakousko      | 1:46,69                 | Henrik Kristoffersen Norsko | 1:46,94                 |
| Superkombinace        | Marco Schwarz Rakousko        | 2:05,86                | Alexis Pinturault Francie  | 2:05,90                 | Loïc Meillard Švýcarsko     | 2:06,98                 |
| Paralelní obří slalom | Mathieu Faivre Francie        | Mathieu Faivre Francie | Filip Zubčić Chorvatsko    | Filip Zubčić Chorvatsko | Loïc Meillard Švýcarsko     | Loïc Meillard Švýcarsko |

### Ženy
| Závod                 | Zlato                                                    | Zlato                                                    | Stříbro                    | Stříbro           | Bronz                             | Bronz                   |
| --------------------- | -------------------------------------------------------- | -------------------------------------------------------- | -------------------------- | ----------------- | --------------------------------- | ----------------------- |
| Sjezd                 | Corinne Suterová Švýcarsko                               | 1:34,27                                                  | Kira Weidleová Německo     | 1:34,47           | Lara Gutová-Behramiová Švýcarsko  | 1:34,64                 |
| Super-G               | Lara Gutová-Behramiová Švýcarsko                         | 1:25,51                                                  | Corinne Suterová Švýcarsko | 1:25,85           | Mikaela Shiffrinová USA           | 1:25,98                 |
| Obří slalom           | Lara Gutová-Behramiová Švýcarsko                         | 2:30,66                                                  | Mikaela Shiffrinová USA    | 2:30,68           | Katharina Liensbergerová Rakousko | 2:30,75                 |
| Slalom                | Katharina Liensbergerová Rakousko                        | 1:39,50                                                  | Petra Vlhová Slovensko     | 1:40.50           | Mikaela Shiffrinová USA           | 1:41,48                 |
| Superkombinace        | Mikaela Shiffrinová USA                                  | 2:07,22                                                  | Petra Vlhová Slovensko     | 2:08,08           | Michelle Gisinová Švýcarsko       | 2:08,11                 |
| Paralelní obří slalom | Marta Bassinová Itálie Katharina Liensbergerová Rakousko | Marta Bassinová Itálie Katharina Liensbergerová Rakousko | medaile neudělena          | medaile neudělena | Tessa Worleyová Francie           | Tessa Worleyová Francie |

### Družstva
| Závod           | Zlato | Stříbro | Bronz                                                                                           |
| --------------- | --- | --- | ----------------------------------------------------------------------------------------------- |
| Soutěž družstev | NorskoSebastian Foss-Solevaag Kristin Lysdahovál Kristina Riis-Johannessenová Fabian Wilkens Solheim Thea Louise Stjernesundová | ŠvédskoEstelle Alphandová William Hansson Sara Hectorová Kristoffer Jakobsen Jonna Luthmanová Mattias Rönngren | NěmeckoEmma Aicherová Lena Dürrová Andrea Filserová Stefan Luitz Alexander Schmid Linus Straßer |

## Medailové pořadí

### Medailové pořadí národů
| Pořadí         | Stát                   | Zlato | Stříbro | Bronz | Celkově |
| 1.             | Rakousko               | 5     | 1       | 2     | 8       |
| 2.             | Švýcarsko              | 3     | 1       | 5     | 9       |
| 3.             | Francie                | 2     | 1       | 2     | 5       |
| 4.             | Norsko                 | 2     | 0       | 1     | 3       |
| 5.             | Spojené státy americké | 1     | 1       | 2     | 4       |
| 6.             | Itálie                 | 1     | 1       | 0     | 2       |
| 7.             | Německo                | 0     | 3       | 1     | 4       |
| 8.             | Slovensko              | 0     | 2       | 0     | 2       |
| 9.             | Chorvatsko             | 0     | 1       | 0     | 1       |
| 9.             | Švédsko                | 0     | 1       | 0     | 1       |
| Medailové sady | Medailové sady         | 14    | 12      | 13    | 39      |

### Individuální medailové pořadí
| Pořadí                 | Lyžař                    | Zlato | Stříbro | Bronz | Celkově |
| 1.                     | Lara Gutová-Behramiová   | 2     | 0       | 1     | 3       |
| 1.                     | Katharina Liensbergerová | 2     | 0       | 1     | 3       |
| 3.                     | Vincent Kriechmayr       | 2     | 0       | 0     | 2       |
| 3.                     | Mathieu Faivre           | 2     | 0       | 0     | 2       |
| 3.                     | Sebastian Foss Solevåg   | 2     | 0       | 0     | 2       |
| 6.                     | Mikaela Shiffrinová      | 1     | 1       | 2     | 4       |
| 7.                     | Corinne Suterová         | 1     | 1       | 0     | 2       |
| 8.                     | Marco Schwarz            | 1     | 0       | 1     | 2       |
| 9.                     | Petra Vlhová             | 0     | 2       | 0     | 2       |
| 10.                    | Alexis Pinturault        | 0     | 1       | 1     | 2       |
| 11.                    | Loïc Meillard            | 0     | 0       | 2     | 2       |
| vícenásobní medailisté |                          |       |         |       |         |

## Účastnické země
Mistrovství světa se zúčastnilo 68 národních výprav.
- Albánie (5)
- Andorra (3)
- Argentina (5)
- Arménie (3)
- Austrálie (2)
- Rakousko (23)
- Bělorusko (1)
- Belgie (7)
- Bolívie (1)
- Bosna a Hercegovina (8)
- Brazílie (3)
- Bulharsko (5)
- Kanada (13)
- Chile (4)
- Čínská Tchaj-pej (1)
- Kolumbie (1)
- Chorvatsko (8)
- Kypr (6)
- Česko (7)
- Dánsko (5)
- Estonsko (2)
- Finsko (3)
- Francie (17)
- Gruzie (5)
- Německo (13)
- Spojené království (7)
- Řecko (12)
- Haiti (4)
- Maďarsko (9)
- Island (9)
- Indie (2)
- Írán (8)
- Irsko (3)
- Izrael (4)
- Itálie (24)
- Japonsko (4)
- Keňa (1)
- Kosovo (3)
- Lotyšsko (11)
- Libanon (8)
- Lichtenštejnsko (3)
- Litva (5)
- Lucembursko (1)
- Mexiko (2)
- Monako (1)
- Černá Hora (5)
- Maroko (2)
- Nepál (1)
- Nizozemsko (1)
- Nový Zéland (4)
- Severní Makedonie (6)
- Norsko (13)
- Peru (1)
- Polsko (2)
- Portugalsko (3)
- Rumunsko (3)
- Ruská lyžařská federace (9)
- San Marino (2)
- Srbsko (6)
- Slovensko (6)
- Slovinsko (16)
- Jižní Korea (1)
- Španělsko (6)
- Švédsko (11)
- Švýcarsko (19)
- Východní Timor (1)
- Ukrajina (8)
- USA (17)